# Zoran Pančić
Zoran Pančić (* 25. September 1953 in Novi Sad) ist ein ehemaliger jugoslawischer Ruderer, der zwei olympische Medaillen im Doppelzweier gewann.
Der 1,83 m große Zoran Pančić vom Ruderverein Danubijusa Novo Sad belegte zusammen mit Darko Majstorović bei den Ruder-Weltmeisterschaften 1975 den zehnten Platz im Doppelzweier. Bei den Olympischen Spielen 1976 erreichten die beiden den neunten Platz. 1978 ruderte Pančić mit Dragan Obradović auf den achten Platz bei den Ruder-Weltmeisterschaften 1978. Im Finale der Olympischen Spiele in Moskau gewann Pančić zusammen mit Milorad Stanulov hinter Joachim Dreifke und Klaus Kröppelien die Silbermedaille. 
Mit Platz 11 im Doppelvierer 1981, Platz 10 im Doppelzweier mit Milan Arezina 1982 und Platz 8 im Doppelzweier mit Milorad Stanulov 1983 verliefen die nächsten Jahre wenig erfolgreich. Hatte der jugoslawische Doppelzweier 1980 vom Olympiaboykott zahlreicher westlicher Staaten profitiert, so profitierte er bei den Olympischen Spielen 1984 von der Abwesenheit aller Ostblock-Mannschaften außer Rumänien. Zoran Pančić und Milorad Stanulov gewannen hinter dem US-Boot und einem belgischen Doppelzweier die Bronzemedaille. 